# 882 Swetlana
882 Swetlana eller 1917 CM är en asteroid i huvudbältet, som upptäcktes den 15 augusti 1917 av den ryske astronomen Grigorij N. Neujmin vid Simeizobservatoriet på Krim.
Asteroiden har en diameter på ungefär 42 kilometer.